# Estero Chelle
El estero Chelle es un curso natural de agua del Región de la Araucanía.

## Historia
Luis Risopatrón lo describe en su Diccionario jeográfico de Chile (1924):
Chelle (Estero) 39° 00' 73° 13'. Nace en el cerro Quilmer, corre hácia el SW, con algún caudal, de aguas pandas i profundas, recorre un valle boscoso i después de un corto curso, se vácia en la costa baja del mar, con lijeros médanos de arena fina; presenta una barra, que no es accesible desde el Océano, al N de la desembocadura del rio Tolten, 61, XXIX. p. 492; 156; i 166; rio Chille en 1, VI, p. 212; i XXVIII, p. 158; i Chile en 66, p. 266 (Pissis, 1875).